# Uroš Borzaš
Uroš Borzaš (Senta, 28 de julio de 1999) es un jugador de balonmano serbio que juega de lateral izquierdo en el Eurofarm Pelister. Es internacional con la selección de balonmano de Serbia.
Su primer gran campeonato con la selección fue el Campeonato Europeo de Balonmano Masculino de 2022.

## Palmarés

### Eurofarm Pelister
- Liga de Macedonia del Norte de balonmano (1): 2024

## Clubes
| Club              | País                | Año         |
| ----------------- | ------------------- | ----------- |
| Tatabánya KC      | Hungría             | 2018 - 2020 |
| Fenix Toulouse HB | Francia             | 2020 - 2022 |
| Elverum Handball  | Noruega             | 2022 - 2023 |
| Eurofarm Pelister | Macedonia del Norte | 2023 - Act. |